# 善南街道
善南街道，是中华人民共和国山東省枣庄市滕州市下辖的一个乡镇级行政单位。

## 行政区划
善南街道下辖以下地区：
贾庄社区、五里坂社区、高庄社区、王开一社区、王开三社区、小屯社区、十里铺一社区、十里铺二社区、小王开社区、张北庄社区、刘庄社区、七里堡社区、鞠庄社区、丁庄社区、张场社区、王庄社区、王开二社区、刘屯社区和荆善南苑社区。